# Zastal 410D
Zastal 410D – manewrowa lokomotywa spalinowa produkowana w Zaodrzańskich Zakładach Przemysłu Metalowego im. M. Nowotki w Zielonej Górze. Przeznaczona do wykonywania prac manewrowych na przyzakładowych bocznicach kolejowych. Łącznie w latach 1973–1975 wyprodukowano 51 egzemplarzy.

## Historia
W 1969 roku Biuro Techniczne Zaodrzańskich Zakładów Przemysłu Metalowego im. M. Nowotki w Zielonej Górze opracowało dokumentację projektową lokomotyw typu 410D i po jej zatwierdzeniu przystąpiono do budowy egzemplarza prototypowego, który był gotowy w 1972 roku. Rok później rozpoczęto produkcję seryjną. Lokomotywy 410D miały docelowo zastąpić starsze rodzime manewrowe lokomotywy spalinowe Ls40, Ls60 czy Ls75. 

## Opis konstrukcji
Spawana ostoja lokomotywy została wykonana z profilów walcowanych, zamontowane zostały wzmocnione czołownice z dwoma zderzakami tulejowymi i usprężynowanymi hakami cięgłowymi. W ostoi zostały wykonane wykroje maźnicze, w których osadzono bloki ślizgowe. Ostoja usprężynowana za pośrednictwem zespołu 4 płaskich resorów, oparta jest na dwóch zestawach kołowych, napędzanych wiązarami przez wał ślepy. Szprychowe koła są osadzone we wnętrzu ostoi. Nadwozie zostało wykonane z blach stalowych–spawanych, spalinowóz posiada przedział maszynowy i pojedynczą kabinę maszynisty. Po obu stronach przedziału maszynowego znajdują się pomosty komunikacyjne dla obsługi lokomotywy.
W lokomotywie zamontowano silnik SW400/L1 produkcji Wytwórni Silników Wysokoprężnych w Andrychowie o mocy 110 KM. Napęd jest przekazywany przez przekładnik hydrokinetyczny ZM130 oraz przekładnię mechaniczną 101PHA z wałem ślepym połączoną korbami Halla z wiązarami przenoszącymi napęd na osie. W trakcie eksploatacji serii 410D ujawniono wadliwe działanie hydromechanicznego zmiennika momentu obrotowego oraz elektromagnetycznego sterowania sprzęgłem. Nie wystarczająca okazała się również moc silnika. Produkcję lokomotyw wstrzymano w wyniku braku zamówień spowodowanych wadami fabrycznymi.

## Zachowane egzemplarze
Pojedyncze czynne lokomotywy tej serii jeździły w Polsce jeszcze w 2014 roku, w tym szerokotorowa 410D-001 na terminalu cargo w Braniewie i 410D-35 w kamieniołomie Romanowo.
Jedna lokomotywa tej serii, 410D-51, znajduje się w zbiorach Muzeum Przemysłu i Kolejnictwa na Śląsku w Jaworzynie Śląskiej. Jest ostatnią wyprodukowaną z serii. W 1975 roku zakupiona przez Fabrykę Dywanów w Kowarach. W 2002 roku została sprzedana do Nadleśnictwa „Śnieżka”, gdzie wykorzystywana była na bocznicy Lasów Państwowych w Kostrzycy. W 2005 roku kupiło ją muzeum w Jaworzynie. Lokomotywa 410D-10 jest zachowana w parowozowni Jarocin.